# Sottospazio affine
In matematica, un sottospazio affine è un sottoinsieme di uno spazio affine avente proprietà tali da farne a sua volta un altro spazio affine. Esempi di sottospazi affini sono i punti, le rette e i piani nell'ordinario spazio euclideo tridimensionale.
I sottospazi affini si distinguono dai sottospazi vettoriali per il fatto che non sono forzati a passare per un punto fissato (l'origine dello spazio vettoriale). A differenza dei sottospazi vettoriali, i sottospazi affini possono quindi non intersecarsi ed essere ad esempio paralleli. Questa maggiore libertà ha però una controparte: per i sottospazi affini non vale la formula di Grassmann.
I sottospazi affini sono strettamente correlati ai sistemi lineari: l'insieme delle soluzioni di un sistema lineare è in effetti uno spazio affine.

## Definizione

### In uno spazio vettoriale
Un sottospazio affine di uno spazio vettoriale {\displaystyle V} è un sottoinsieme {\displaystyle S} del tipo
{\displaystyle S=p+W=\{p+w\ |\ w\in W\}}
dove {\displaystyle p} è un punto fissato di {\displaystyle V} e {\displaystyle W} è un sottospazio vettoriale fissato di {\displaystyle V}. Si tratta in altre parole del sottospazio {\displaystyle W} traslato del vettore {\displaystyle p}.

### In uno spazio affine
La definizione all'interno di uno spazio affine è analoga. Sia {\displaystyle A} uno spazio affine. Più precisamente, {\displaystyle A} è dotato di uno spazio vettoriale {\displaystyle V} e di una funzione 
{\displaystyle f:A\times V\to A}
che viene solitamente indicata con il simbolo "+", quindi {\displaystyle f(p,v)=p+v}. Un sottospazio affine di {\displaystyle A} è un sottoinsieme {\displaystyle S} del tipo
{\displaystyle S=p+W=\{p+w\ |\ w\in W\}.}
La definizione appena data è più generale della precedente, perché ogni spazio vettoriale può essere considerato come spazio affine con {\displaystyle A=V}, in cui la funzione {\displaystyle f} è l'usuale somma fra vettori.

## Proprietà
In uno spazio affine {\displaystyle A}, dati due punti {\displaystyle P,Q} di {\displaystyle A} si indica con {\displaystyle {\overrightarrow {PQ}}} l'unico vettore in {\displaystyle V} tale che
{\displaystyle P+{\overrightarrow {PQ}}=Q.}

### Giacitura
Lo stesso sottospazio può essere definito in varie forme diverse come {\displaystyle S=p+W}. In tutte queste rappresentazioni, il punto {\displaystyle p} può variare (può essere un punto qualsiasi di {\displaystyle S}, a conferma che in geometria affine non ci sono "punti privilegiati"), ma {\displaystyle W} risulta essere sempre lo stesso: questo sottospazio di {\displaystyle V} è chiamato giacitura di {\displaystyle S}. La giacitura è infatti definita intrinsecamente come
{\displaystyle W=\{{\overrightarrow {PQ}}\ |\ P,Q\in S\}.}
La dimensione di {\displaystyle S} è definita come la dimensione di {\displaystyle W}. Quando la dimensione è 1 o 2 si parla di retta affine o piano affine. Quando la dimensione è pari alla dimensione di {\displaystyle A} meno uno, si parla di iperpiano affine.

### Sottospazio generato
Il sottospazio affine generato da un sottoinsieme {\displaystyle S} del piano affine {\displaystyle A} è il più piccolo sottospazio che contiene {\displaystyle S} (equivalentemente, è l'intersezione di tutti i sottospazi affini che contengono {\displaystyle S}). Viene indicato con {\displaystyle L(S)}.
Ad esempio, {\displaystyle k} punti {\displaystyle x_{1},\ldots ,x_{k}} in {\displaystyle A} generano un sottospazio {\displaystyle L(x_{1},\ldots ,x_{k})}. In questo caso la dimensione del sottospazio è minore o uguale di {\displaystyle k-1}: quando è precisamente {\displaystyle k-1} i punti sono detti affinemente indipendenti.

## Esempi

### Nello spazio euclideo tridimensionale

#### Retta affine
Sia
{\displaystyle \mathbb {R} ^{3}=\{(x,y,z)\ |\ x,y,z\in \mathbb {R} \}}
lo spazio euclideo tridimensionale. Fissato un punto {\displaystyle P_{0}=(x_{0},y_{0},z_{0})}, una retta affine passante per {\displaystyle P_{0}} è l'insieme dei punti:
{\displaystyle r=\{P_{0}+tv\ |\ t\in \mathbb {R} \}}
dove {\displaystyle v=(v_{x},v_{y},v_{z})} è un vettore fissato, detto vettore direzione della retta. La giacitura è qui la retta
{\displaystyle W=\{tv\ |\ t\in \mathbb {R} \}={\rm {Span}}(v)}
generata da {\displaystyle v}. La stessa retta affine {\displaystyle r} può essere rappresentata sostituendo il vettore direzione {\displaystyle v} con un qualsiasi suo multiplo {\displaystyle kv} avente {\displaystyle k\neq 0}.

#### Piano affine
Analogamente, un piano affine passante per {\displaystyle P_{0}} è del tipo:
{\displaystyle \pi =\{P_{0}+tv_{1}+sv_{2}\ |\ t,s\in \mathbb {R} \}}
dove {\displaystyle v_{1}} e {\displaystyle v_{2}} sono due vettori linearmente indipendenti.

### Soluzioni di sistemi lineari
Negli esempi precedenti, i sottospazi sono definiti tramite l'ausilio di parametri {\displaystyle t} e {\displaystyle s}: le equazioni che li descrivono sono per questo dette parametriche. Un sottospazio affine in uno spazio euclideo {\displaystyle \mathbb {R} ^{n}} (o in un più generale spazio vettoriale {\displaystyle K^{n}}) è anche descrivibile in forma più implicita, come spazio di soluzioni di un sistema lineare. Vale cioè il fatto seguente:
Lo spazio delle soluzioni di un sistema lineare con {\displaystyle n} incognite a coefficienti in {\displaystyle K} è un sottospazio affine di {\displaystyle K^{n}}. D'altro canto, ogni sottospazio affine in {\displaystyle K^{n}} è lo spazio di soluzioni di un sistema lineare.
Un sottospazio affine determinato come spazio di soluzioni di un sistema lineare è descritto in forma cartesiana. I coefficienti del sistema lineare formano una matrice, e la dimensione del sottospazio è collegata al rango di questa tramite il teorema di Rouché-Capelli.
Ad esempio, una singola equazione
{\displaystyle a_{1}x_{1}+\ldots +a_{n}x_{n}=c}
descrive un iperpiano in {\displaystyle K^{n}}. In particolare, questo è una retta nel piano se {\displaystyle n=2} ed un piano nello spazio se {\displaystyle n=3}. Una retta nello spazio {\displaystyle K^{3}} può essere descritta da due equazioni
{\displaystyle {\begin{cases}a_{1}x+b_{1}y+c_{1}z=d_{1},\\a_{2}x+b_{2}y+c_{2}z=d_{2}.\end{cases}}}

## Equazioni parametriche e cartesiane
Come mostrato negli esempi precedenti, i sottospazi di uno spazio affine {\displaystyle K^{n}} possono essere descritti in forma parametrica o cartesiana. Il passaggio da una rappresentazione all'altra può essere svolto nel modo seguente.

### Da cartesiana a parametrica
Il passaggio da cartesiana a parametrica consiste nella risoluzione del sistema lineare. Questa può essere fatta tramite l'algoritmo di Gauss.

### Da parametrica a cartesiana
Il passaggio da parametrica a cartesiana consiste nel determinare equazioni che descrivono il sottospazio. Questo può essere fatto scrivendo delle condizioni che un punto deve soddisfare per appartenere al sottospazio. Ad esempio, se {\displaystyle S} è descritto come
{\displaystyle S=\{p+t_{1}w_{1}+\ldots t_{k}w_{k}\ |\ t_{1},\ldots ,t_{k}\in K\}}
dove i vettori {\displaystyle w_{1},\ldots ,w_{k}} formano una base della giacitura {\displaystyle W},
un punto {\displaystyle x=(x_{1},\ldots ,x_{n})} appartiene a {\displaystyle S} se e solo se il vettore
{\displaystyle {\overrightarrow {px}}=(x_{1}-p_{1},\ldots ,x_{n}-p_{n})}
appartiene alla giacitura. Questo accade precisamente quando la matrice
{\displaystyle {\begin{pmatrix}w_{1}^{1}&\ldots &w_{k}^{1}&x_{1}-p_{1}\\\vdots &&\vdots &\vdots \\w_{1}^{n}&\ldots &w_{k}^{n}&x_{n}-p_{n}\end{pmatrix}}}
avente come primi vettori colonna la base di {\displaystyle W} ha rango pari a {\displaystyle k}. Quest'ultima condizione può essere espressa come l'annullamento dei determinanti di tutti i minori di ordine {\displaystyle k+1}. Ciascuno di questi determinanti fornisce una equazione lineare nelle variabili {\displaystyle x_{1},\ldots ,x_{n}}; queste equazioni lineari insieme formano un sistema lineare che descrive il sottospazio in forma cartesiana.

## Relazioni fra sottospazi
Due sottospazi affini sono detti:
- incidenti quando hanno intersezione non vuota,
- paralleli quando una delle due giaciture è contenuta nell'altra,
- sghembi quando l'intersezione è vuota e le due giaciture si intersecano solo nell'origine,
- esiste un altro caso che si presenta solo in spazi affini di dimensione 4 o superiore, ovvero quando i due sottospazi hanno intersezione vuota, nessuna delle due giaciture è contenuta nell'altra ma queste si intersecano in un sottospazio più grande dell'origine.

Per i sottospazi affini non vale la formula di Grassmann: questo è il prezzo da pagare per aver liberato i sottospazi dalla costrizione di passare per un punto privilegiato. La geometria proiettiva risolve questo problema (cioè recupera la formula di Grassmann) aggiungendo allo spazio affine dei "punti all'infinito".

### Esempi
Le relazioni di incidenza e parallelismo possono essere determinate con l'ausilio dell'algebra lineare. Ad esempio, due piani in {\displaystyle \mathbb {R} ^{3}} descritti in forma cartesiana
{\displaystyle \pi :ax+by+cz+d=0,\,\!}
{\displaystyle \pi ':a'x+b'y+c'z+d'=0.}
sono paralleli precisamente quando la matrice dei coefficienti ha rango 1:
{\displaystyle rg{\begin{vmatrix}a&b&c\\a'&b'&c'\end{vmatrix}}=1.}
Altrimenti per il teorema di Rouché-Capelli i due piani si intersecano in una retta. Due piani nello spazio non possono quindi essere sghembi.
Discorso analogo è valido per due iperpiani in {\displaystyle K^{n}} (ad esempio, due rette nel piano {\displaystyle K^{2}}). Due rette nello spazio {\displaystyle K^{3}} possono però essere sghembe.

### Formula di Grassmann
La formula di Grassmann è valida in geometria affine soltanto se gli spazi affini si intersecano. Quindi se due spazi affini {\displaystyle S} e {\displaystyle S'} hanno intersezione non vuota vale la formula
{\displaystyle \dim(L(S,S'))=\dim S+\dim S'-\dim S\cap S'\,\!}
dove {\displaystyle L(S,S')} è il sottospazio affine generato da {\displaystyle S} e {\displaystyle S'}.